# Konrad Dietz (Politiker, 1794)
Konrad Dietz (* 23. September 1794 in Heisters im Vogelsbergkreis; † 8. März 1874 ebenda) war ein deutscher Land- und Gastwirt, Bürgermeister und Abgeordneter der 2. Kammer der Landstände des Großherzogtums Hessen.

## Leben
Konrad Dietz wurde als Sohn des Landwirts Bartholomäus Dietz und dessen Ehefrau Maria Elisabethe Greb geboren. Er betrieb in seinem Heimatort eine Gast- und Landwirtschaft und war dort Bürgermeister. In dieser Funktion hatte er vom 16. Dezember 1847 bis 1849 für den Wahlbezirk Oberhessen (Lauterbach) ein Mandat für die Zweite Kammer des Landtags des Großherzogtums Hessen.
Am 5. Juni 1814 heiratete er in Heisters Anna Barbara Appel (1793–1855). Aus der Ehe stammte der Sohn Konrad (1818–1894), der seinem Vater als Bürgermeister und Abgeordneter folgte.